# 岡田實 (冶金学者)

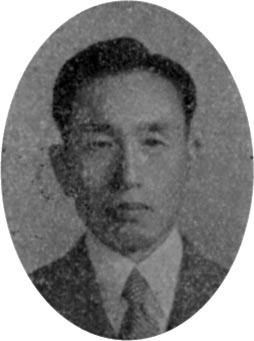
岡田實

岡田 實（おかだ みのる、1904年3月7日 - 1997年6月15日）は、日本の冶金学者。位階は正三位。
プラズマ研究や超高電圧電子顕微鏡の開発で大きな業績を残した。また、大阪大学総長を務めている。

## 来歴
香川県仲多度郡多度津町出身。1930年に東北帝国大学（現・東北大学）金属工学科を卒業後、大阪帝国大学（現・大阪大学）工学部に赴任した。同学部で助教授、教授などを務め、1966年には総長に就任した。この間、溶接工学研究所の設立などに貢献し、1945年から1949年並びに1954年から1955年まで溶接学会会長、研究面では1963年に島津製作所との共同研究で500kVの高電圧電子顕微鏡を開発した。さらに日立製作所と共同で3000kVの電子顕微鏡を作製し、1971年に大阪大学超高電圧電顕センターに設置された。
学外では、日本学術会議会員、大阪府教育委員会委員長、関西セミナーハウス理事長などを務めている。1965年に紺綬褒章を受章、1980年秋の叙勲で勲一等瑞宝章受章。1997年に肺炎のため93歳で死去。正三位に叙された。